# Megalotremis cauliflora
Megalotremis cauliflora är en svampart som beskrevs av Aptroot, Sérus. & Lücking. Megalotremis cauliflora ingår i släktet Megalotremis och familjen Trypetheliaceae.   Inga underarter finns listade i Catalogue of Life.